# Tanytrichophorus petiolaris
Tanytrichophorus petiolaris är en stekelart som beskrevs av Mackauer 1961. Tanytrichophorus petiolaris ingår i släktet Tanytrichophorus och familjen bracksteklar. Inga underarter finns listade i Catalogue of Life.